# Ševiš
Ševiš (cyr. Шевиш) – wieś w Serbii, w okręgu toplickim, w mieście Prokuplje. W 2011 roku liczyła 15 mieszkańców.